# Bažant tibetský
Bažant tibetský (Crossoptilon crossoptilon) je druh bažanta, který patří mezi tzv. ušaté bažanty. To proto, že má na hlavě bílá pírka svým tvarem připomínající uši. Tento bažant byl dříve nazýván bažant ušatý bílý.
Bažant tibetský je téměř celý bílý, pouze jeho ocas má černou barvu. Tvoří 5 zeměpisných poddruhů, a ty se od sebe liší jak rozsahem, tak i intenzitou bílého zbarvení. Obývá jihovýchodní Tibet v Číně a část Indie.
Samice klade 6-9 vajec, přičemž inkubační doba je 28 nebo 29 dní. Samec i samice se živí především plody, semeny a v zimě také jehličím, což doplňují bezobratlými živočichy. Dovedou ovšem ulovit i drobné obratlovce.